# Danurejo (Kedu)
Danurejo is een bestuurslaag in het regentschap Temanggung van de provincie Midden-Java, Indonesië. Danurejo telt 2862 inwoners (volkstelling 2010).